# Dietmar Mogenburg
Dietmar Mogenburg (Alemania, 15 de agosto de 1961) es un atleta alemán retirado, especializado en la prueba de salto de altura en la que, compitiendo con la República Federal Alemana, llegó a ser campeón olímpico en 1984 y plusmarquista mundial durante 2 meses, desde el 26 de mayo de 1980 al 1 de agosto de 1980, con un salto de 2.35 metros.

## Carrera deportiva
En los JJ. OO. de Los Ángeles 1984 ganó la medalla de oro en el salto de altura, con un salto por encima de 2.35 metros, quedando en el podio por delante del sueco Patrik Sjöberg (plata con 2.33 metros) y el chino Jianhua Zhu (bronce con 2.31 metros).